# Minarti Timur
Minarti Timur (n. 24 martie 1968, Surabaya, Provincia Java de Est, Indonezia) este o jucătoare de badminton ce a reprezentat Indonezia, medaliată olimpică. A participat la 2 ediții ale Jocurilor Olimpice (1996, 2000) în care a câștigat o medalie de argint.